# Таенза
Таенза (на английски: Taensa) е северноамериканско индианско племе, което в началото на колониалния период живее в днешния Тинзас Париш в североизточна Луизиана. На французите са известни като „Големи таенза“, за разлика от „Малки таенза“, както са наричани роднините им от племето авойел.

## Име
Не е известен произходът и значението на името таенза. В историческите документи името е изписвано по най-различни начини като тахенза, тензас, тенисо, таензо, такенза, тенза, тинза и други.

## История
Възможно е таенза да са срещнали Ернандо де Сото по време на неговата експедиция в югоизтока през 1540 г., тъй като по време на срещата им с Рене Робер дьо Ла Сал, вождът им показва някои неща, които са с испански произход. Така или иначе първата им записана среща е с Ла Сал през 1682 г. Тогава таенза живеят в няколко села в Тинзас Париш в североизточна Луизиана и наброяват около 1200 души. Срещата с Ла Сал е приятелска. Французите са посрещнати с голяма доброта и никога след това не е известно двата народа да са воювали помежду си. През 1699 г., когато ги посещава Пиер Ле Мойн д’Ибервил, таенза живеят в 7 села южно от племето туника, между река Мисисипи и река Пърл Ривър. Малко след д′Ибервил пристигат и католическите мисионери. През 1700 г. един мисионер пише, че много таенза умрели от някакво заболяване, вероятно едра шарка. След 1706 г. оцелелите таенза бягат на юг, за да избегнат нападения от страна на чикасо. Установяват се при племето байогола. По време на празненството организирано в тяхна чест, таенза коварно нападат своите домакини и избиват повечето от тях. Оцеляват само около 200 байогола, които успяват да избягат при аколаписа. През 1715 г., заради война с хоама, таенза са принудени да мигрират на изток до Мобил. През 1744 г. се местят на река Тинсо и издигат селото си там. Това село просъществува до 1763 г. На следващата година, заедно с племената апалачи и пакана прекосяват Мисисипи и се установяват близо до Ред Ривър. Тук трите племена живеят заедно през следващите 40 години, след което се местят в Байо Бюф. В началото на 19 век в Байо Бюф са събрани множество бежанци от различни племена. Установявайки се тук, впоследствие таенза силно се смесват с останалите групи и престават да съществуват като отделно племе.

## Език
Езикът на таенза е натчезки, който е класифициран като език изолат.

## Култура
Благодарение на католическите мисионери, които идват при племето в началото на 18 век има достатъчно информация за живота, религията и културата им.
Мисионерите и първите изследователи се сблъскват с едно развито общество и култура, които са доста различни от тези на северните племена, които познават и не предполагат, че може да съществуват на Американския континент.
Таенза са аграрен народ, който живее в големи кирпичени къщи със сламени покриви в големи и подредени села. Обществото им е подобно на това на натчезите, с йерархични социални класи и развита майчина кланова система. Техните вождове имат абсолютна власт и се ползват с голямо уважение. Когато върховният вожд умре, жените му и личната прислуга се самоубивали, за да може душите им да слугуват на вожда и в отвъдното. Семействата на тези които се самоубиват незабавно повишавали своя статус. Таенза имат богат и сложен церемониален и религиозен живот. Главни божества са Слънцето и змията. Куполовиден храм, който се издига на висока могила до централния площад във всяко село имал резбовани три птици над входа и целият бил боядисан в червено. Храмът бил заобиколен от ограда с колове на които имало набучени човешки черепи. Вътре в храма имало олтар и множество скалпове, както и вечен огън пазен от двама стари духовници. До храма, също на висока могила се намира и жилището на владетеля, който е наричан Слънце или Велико Слънце. Неговата позиция е наследствена, но абсолютната му власт се ограничавала от способностите му и от уважението на племенния съвет. Неговите братя и чичовци са наричани малки Слънца и измежду тях се избирал военачалника и главният жрец. Всички тези благородници и техните семейства съставляват висшата класа или аристокрацията. На срещуположната страна са обикновените хора, чието задължение е да се грижат за прехраната на Великото Слънце, малките слънца и техните роднини, както и за благоденствието на народа като цяло. Всеки от нисшата класа може да се издигне в йерархията по някакви заслуги, но въпреки че преминават към висшата класа те пак са на по-ниско ниво от аристокрацията и висшите благородници. Между класите строго се съблюдавали сложни начини на поведение и език.